# برنهارد لیپرت
برنهارد لیپرت (انگلیسی: Bernhard Lippert؛ زادهٔ ۱۲ مارس ۱۹۶۲) بازیکن فوتبال اهل آلمان است.
از باشگاه‌هایی که در آن بازی کرده‌است می‌توان به باشگاه فوتبال گروتر فورث اشاره کرد.